# Canadá en los Juegos Olímpicos de Roma 1960
Canadá estuvo representado en los Juegos Olímpicos de Roma 1960 por un total de 85 deportistas que compitieron en 14 deportes.  
El portador de la bandera en la ceremonia de apertura fue el esgrimista Carl Schwende.

## Medallistas
El equipo olímpico canadiense obtuvo las siguientes medallas:
| Nombre | Deporte | Competición              |
| --- | ------- | ------------------------ |
| Oro |         |                          |
| — |         |                          |
| Plata |         |                          |
| Donald Arnold Walter D'Hondt Nelson Kuhn John Lecky David Anderson William McKerlich Archibald MacKinnon Glenn Mervyn Sohen Biln (t) | Remo    | Ocho con timonel (M8+) M |
| Bronce |         |                          |
| — |         |                          |